# Зарово
Зарово (грч. Νικόπολη, Никополи) је насељено место у општини Лагадина у периферији Средишња Македонија, Грчка. Према попису из 2021. године било је 82 становника.
Зарово је било једно од највећих словенских села у лагадинском крају. Према бугарском географу и историчару, Василу Канчову, у Зарову је 1900. године живело 1.500 Словена хришћана. Током Другог балканског рата грчка војска је разрушила село а становништво је избегло. Касније је обнвљено повратком дела избеглог становништва, тако је 1920. у Зарову било 380 становника. После 1922. године насељено је 235 грчких избеглица. На попису из 1940. године Зарово је имало 674 становника, од чега су Словени били већина.